# Meurtres à l'anglaise
Meurtres à l'anglaise (The Inspector Lynley Mysteries) est une série télévisée britannique en 24 épisodes de 90 minutes créée d'après l'œuvre d'Elizabeth George et diffusée entre le 12 mars 2001 et le 1er juin 2008 sur BBC One.
En France, la série a été diffusée à partir du 20 juin 2005 sur Jimmy et rediffusée sur C8 depuis le 17 juillet 2017 puis rediffusée sur Polar+ depuis le 26 septembre 2017 et rediffusée sur C8 depuis le 6 janvier 2020.

## Synopsis
Cette série met en scène les enquêtes de deux agents de Scotland Yard : l'inspecteur Lynley, huitième comte d'Asherton, et sa collègue, le sergent Havers. Bien que tout sépare ces deux individus - Lynley est un aristocrate distingué tandis qu'Havers est une prolétaire révoltée ayant à sa charge sa mère atteinte de la maladie d'Alzheimer - leur coopération est très efficace.

## Distribution
- Nathaniel Parker (VFB : Franck Dacquin) : Inspecteur Thomas Lynley
- Sharon Small (VFB : Colette Sodoyez) : Sergent Barbara Havers
- Paul Hickey (VFB : David Manet) : Dr Lafferty (saisons 4 à 6)
- Lesley Vickerage : Helen Clyde
- Miranda Raison : Ros

## Épisodes

### Pilote (2001)
1. Enquête dans le brouillard (A Great Deliverance - Part 1) (Enquête dans le brouillard)
2. Enquête dans le brouillard (A Great Deliverance - Part 2)

### Première saison (2002)
1. Meurtre au collège (Well-Schooled in Murder) (Cérémonies barbares)
2. Théâtre en deuil (Payment in Blood) (Le Lieu du crime (épisode))
3. Trait sanglant (For the Sake of Elena) (Pour solde de tout compte (épisode))
4. La Disparition de Joseph (Missing Joseph) (Mal d'enfant)

### Deuxième saison (2003)
1. Solidarité oblige (Playing for the Ashes) (Un goût de cendres)
2. Enquête en haut lieu (In the Presence of the Enemy) (Le Visage de l'ennemi)
3. Une vengeance sur mesure (A Suitable Vengeance) (Une douce vengeance)
4. Une terrible déception (Deception on His Mind) (Le Meurtre de la falaise)

### Troisième saison (2004)
1. Assassin en quête d'auteur (In Pursuit of the Proper Sinner) Une patience d'ange)
2. Souvenirs d'enfance (A Traitor of Memory) (Mémoire infidèle)
3. Charité trop bien ordonnée (A Cry for Justice)
4. Sale journée pour Lynley (If Wishes Were Horses)

### Quatrième saison (2005)
1. Proportion divine (In Divine Proportion)
2. Suicide au haras (In the Guise of Death)
3. Enquête au Parlement (The Seed of Cunning)
4. La parole de Dieu (The Word of God)

### Cinquième saison (2006)
1. Mort au fond d'un lac (Natural Causes)
2. Le fantôme du passé (One Guilty Deed)
3. Liaison fatale (Chinese Walls)
4. L'homme du passé (In the Blink of an Eye)

### Sixième saison (2007)
1. Découverte macabre (Limbo)
2. Par amour (Know Thine Enemy)

## Autour de la série
Depuis le premier épisode de la série en 2001, l’inspecteur Lynley a conduit successivement plusieurs voitures : une Peugeot 607 argentée (année 2000) (Immatriculation X62I DVC), une Jensen Interceptor MK III bleue (Moteur V8 Chrysler) (Carrossier italien Vignale) (Immatriculation OCL 865L) et, enfin, une Bristol 410 Bordeaux (année 1968) (Immatriculation YLA 544G).